# Harold Powell Crosland
Harold Powell Crosland, britanski general, * 1893, † 1973.